# Emil Fischer (Politiker)
Emil Karl Fischer (* 13. November 1883 in Wechselburg; † 19. September 1956 in Plauen) war ein deutscher Politiker (NSDAP, DSP). Er war nach dem Parteiaustritt 1932 Mitgründer einer eigenen Fraktion im sächsischen Landtag („Fraktion der Deutschsozialistischen Partei“).

## Leben und Wirken
Fischer war Schulleiter der Rückertschule (14. Bürgerschule) in Plauen im Vogtland, Vorsitzender der NSDAP-Ortsgruppe und ab 10. Juli 1930 für die NSDAP Mitglied des Sächsischen Landtags in der Weimarer Republik. Mit Schreiben vom 4. September 1932 an den Landtagspräsidenten trat Fischer aus der NSDAP-Fraktion aus und schloss sich am 22. November 1932 mit dem 1930 aus der DNVP ausgetretenen Abgeordneten Kurt Fritzsche zur „Fraktion der Deutschsozialistischen Partei“ zusammen. Er begründete diesen Schritt mit bestehenden Meinungsverschiedenheiten in Kultur- und Erziehungsfragen sowie mit einem fehlenden klaren Schulprogramm der NSDAP und der von der Parteiführung beabsichtigten Koalition mit dem Zentrum. Fischer kam mit seinem Austritt einem Ausschluss zuvor.
Fischer wurde nach dem Wahlsieg der NSDAP am 9. März 1933 durch SA-Männer im Landtagsgebäude in Dresden brutal zusammengeschlagen.
1939 war Fischer Mitglied des Nationalsozialistischen Lehrerbundes.